# Hymenodiscus aotearoa
Hymenodiscus aotearoa är en sjöstjärneart som först beskrevs av McKnight 1973.  Hymenodiscus aotearoa ingår i släktet Hymenodiscus och familjen Brisingidae.
Artens utbredningsområde är havet kring Nya Zeeland. Inga underarter finns listade i Catalogue of Life.